# كأس فرنسا 1967–68
كأس فرنسا 1967–68 (بالفرنسية: Coupe de France de football 1967-1968)‏ هو موسم من كأس فرنسا. أشرف على تنظيمه اتحاد فرنسا لكرة القدم، وفاز فيه نادي سانت إتيان.